# Родригес Лара, Гильермо
Гильермо Родригес Лара (исп. Guillermo Rodríguez Lara; 4 ноября 1923, Пухили, провинция Котопахи) — военный и государственный деятель Эквадора. Профессиональный военный, генерал. Президент страны в 1972–1976.

## Биография
Родился в городке Пухили в провинции Котопахи в центре страны. Среднее образование он получил в военной школе «Элой Альфаро», в Кито, где в то время готовились офицеры эквадорской армии. В 1944 году получил стипендию для продолжения обучения в Колумбийском военном училище, где получил отличные оценки и заслуженно получил звание старшего лейтенанта. Позже получил звание младшего инженер-лейтенанта, закончив курс первым. С 1945 года получал высшее образование в Училище артиллеристов и инженеров, снова был лучшим в своем классе. В 1947 году получил стипендию для продолжения учебы в Аргентинском высшем техническом училище, получил отличные академические результаты и диплом военного инженера с великолепной квалификацией. Учился в Панаме в «Школе Америк», специализированном военно-учебном заведении, созданном США с целью подготовки кадров для антикоммунистических режимов, включая диктаторские, в период «холодной войны». В 1962–1964 годах работал там же профессором.
Преподавал в училище ВВС, высшем военном, военно-инженерном, командном училищах, в военной академии Генерального штаба (с 1966 года). В 1969—71 начальник военного училища «Элой Альфаро». После попытки военного переворота в марте 1971 года был назначен главнокомандующим вооружёнными силами Эквадора.

## Президентство
В феврале 1972 стал президентом Эквадора в результате бескровного военного переворота, проведённого командующим ВМС Хорхе Кейроло Гомесом, передавшим власть Г. Родригесу Ларе (все действия произошли вечером вторника, во время карнавала). Бывший президент страны Хосе Мария Веласко Ибарра был выслан в Панаму, откуда эмигрировал в Аргентину.
Считается, что переворот был вызван, с одной стороны, установлением гражданской диктатуры правившего в пятый раз Веласко Ибарры, распустившего в 1970 году парламент, с другой стороны, высокой вероятностью прихода к власти после назначенных на 1972 год президентских выборов оппозиционного левоцентристского политика А. Букарама, сторонника активной национализации и экспроприации собственности.
Было создано правительство из 14 министров, включавшее в себя как военных (на ключевых постах), так и гражданских лиц,  называвшее себя «националистическим и революционным» и целью которого было объявлено контролировать и инвестировать значительные доходы от экспорта нефти, которые начали поступать в начале 1970-х годов. Правительство проводило политику укрепления национального суверенитета страны, защиты её национальных богатств (ограничило деятельность иностранных монополий в нефтяной промышленности), укрепляло государственный сектор в экономике, осуществило некоторые социально экономические реформы и др. Сам себя Г. Родригес Лара определял как "умеренный левый эквадорец с прогрессивными стремлениями, но без тоталитарных или просоветских тенденций". Был введён режим осадного положения и арестованы несколько журналистов, остро критиковавших власть. Однако его правительство отличалось заметно меньшей репрессивностью, чем другие современные ему диктатуры в регионе. В период его правления не было зарегистрировано ни одного подтверждённого случая политических исчезновений, а также внесудебных казней. Также нет известных противников, убитых и/или подвергшихся нападению по приказу правительства в этот период. Фактически, многие левые чилийцы, спасавшиеся от диктатуры Аугусто Пиночета, уехали в изгнание именно в Эквадор, особенно в период с 1973 по 1976 год. Г. Родригес Лара позже признался, что чилийские и аргентинские эмиссары предлагали ему включиться в операцию «Кондор», в результате которой тысячи людей погибли и пропали без вести. «Генерал Пиночет несколько раз намекал через Министерство иностранных дел о своем желании посетить Эквадор… Но я не считал его визит целесообразным, поскольку он применял методы, те самые кровавые действия, которые проводились против его противников и которые я ни при каких обстоятельствах не мог ни принять, ни того хуже применить в нашей стране». «Я решительно отверг его (План «Кондор»), потому что считал, что никоим образом не отождествляю себя с диктатурами, преобладающими в южноамериканских республиках».
В 1972 началась эксплуатация богатых залежей нефти в регионе Ориенте на востоке страныы. Их ценность выросла во много раз в связи с повышением мировых цен на нефть в 1973—1974 годах, что значительно улучшило экономические показатели страны (в частности, доход на душу населения вырос с 279 долларов в 1970 году до 613 в 1975 году, экономика поддерживала беспрецедентные ежегодные темпы роста на уровне 8,4%). Экспорт нефти начался с национализации части активов и прав иностранных нефтяных компаний, варианта концессий и обнародования нового Закона об углеводородах. 28 июля 1973 года Эквадор присоединился к ОПЕК с добычей 250 000 баррелей нефти в день. На полученные средства были построены больницы, медицинские центры, клиники, школы, дороги, шоссе (шоссе из Кито в Тулькан было заасфальтировано). Также был построен крупнейший нефтеперерабатывающий завод в Эсмеральдас, принадлежащий государству. Правительством были проведены некоторые аграрные реформы и предприняты шаги к развитию производства ранее импортировавшихся продуктов. В то же время Эквадорский институт аграрной реформы и колонизации (IERAC) использовал только 25 % своего бюджета, выделенного на период 1973–1975 годы.
С 1974 года началось перевооружение армии. В 1975 году ВВС Эквадора получили свой первый сверхзвуковой боевой самолет — истребители-бомбардировщики SEPECAT Jaguar англо-французского производства.
Быстрый рост доходов приводил к инфляции и росту импорта товаров потребления. Внешний долг Эквадора достиг угрожающе высокого уровня. К 1974 году режим потерял первоначальную поддержку народа, который был явно разочарован тем, что нефтяные богатства не распределялись в достаточной пропорции с учётом постоянного роста стоимости жизни. Политические партии центристского и правого толка требовали возвращения к формально демократическому режиму. Олигархия и нефтяные компании вели закулисные переговоры с офицерами правого толка. Правительство начало обсуждать план возвращения к демократии. Экономические меры, принятые в середине 1975 года для исправления слабости валютного резерва, вызвали неприятие ведущих торговых групп.
31 августа 1975 года произошла попытка правого переворота группы генералов во главе с генералом Раулем Гонсалесом Альвеаром. В ходе подавления мятежа погибло 22 человека из противоборствовавших армейских частей. Местом боев был в основном исторический центр Кито. Провал попытки государственного переворота произошел благодаря поддержке, полученной генералом Родригесом Ларой со стороны бронетанковой бригады «Галапагосы». Гонсалес Альвеар сдался, позже он отправился в изгнание в Чили.
Одной из вех его правительства была полная выплата остатка долга перед Британией, известного как «английский долг», который был заключен ещё во время войны за независимость Эквадора для его финансирования.
Через четыре месяца после попытки государственного переворота, под давлением командующих армией, флотом и авиацией, 11 января 1976 года ушёл в отставку. Она была осуществлена по договоренности с высшим военным руководством. которое позволило ему провести бракосочетание своей дочери во дворце Каронделе за несколько дней до передачи полномочий и с организацией передачи власти со всеми воинскими почестями. Власть перешла к военной хунте в составе командующих родами войск – Альфредо Поведа (ВМС, глава), Гильермо Дуран (сухопутные войска), Луис Леоро (ВВС), которая возглавляла страну до августа 1979 года.

## После отстранения от власти
После отстранения от власти полностью оставил общественную и политическую жизнь и большую часть своего времени проводил в сельской местности Тигуа Сентро, примерно в 40 километрах от г. Пухили в провинции Котопахи, посвятив себя спокойной жизни, животноводству, культивированию африканских пальм и добыче пальмито. С того момента, как покинул пост, его публичные высказывания были крайне редки и кратки по содержанию. Не желал контактировать с журналистами. Можно сказать, что его фигура и личная жизнь исчезли из мира новостей.
Награждён орденами Эквадора, Испании, Венесуэлы и Колумбии. Никогда не был замечен в коррупции.

## Факты
- Входит в число двадцати пяти ранее действующих руководителей глав государств и правительств мира, проживших более ста лет.
- С 15 апреля 2024 года, после смерти бывшего премьер-министра Хорватии Йосипа Манолича, Гильермо Родригес Лара является самым пожилым из ныне живущих бывших руководителей глав государств и правительств мира.